# Dictyothyris
Dictyothyris is een geslacht van uitgestorven brachiopoden, dat leefde tijdens het Jura.

## Beschrijving
Deze twee centimeter lange brachiopode kenmerkt zich door de vijfhoekige schelp, wiens kleppen een sculptuur bevatten, die is samengesteld uit vijf longitudinale costae en met doorntjes bezette dwarsribben. De bolle steel- en armklep vertonen een rechte wervel en aan de bovenzijde een grote steelopening. Twee welvingen centraal op de armklep en overeenstemmende structuren op de steelklep zorgen ervoor dat de klepranden aan de voorkant een W-vorm vertonen. Dit geslacht bewoonde zachte, modderige sedimenten, vastzittend op schelpgruis door middel van de pedunculus.

## Soorten
- D. badensis Rollier, 1918
- D. coarctata (Parkinson, 1811)
- D. dorsocurva (Etallon, 1863)
- D. gzheliensis (Gerassimov, 1955)
- D. kurri? (Oppel, 1857)
- D. laneolata Buckman, 1917
- D. luszowicensis Rollier, 1918
- D. rollieri Haas, 1889
- D. rossii (Canavari, 1882)
- D. smithi (Oppel, 1857)
- D. spinulosa Smirnova, 1968